# غلين جايلز
غلين جايلز (بالإنجليزية: Glenn Giles)‏ هو لاعب كرة قدم أسترالية أسترالي، ولد في 14 نوفمبر 1956.

## وصلات خارجية
- غلين جايلز على موقع AustralianFootball.com (الإنجليزية)
- غلين جايلز على موقع AFLtables.com (الإنجليزية)